# 5a etapa del Tour de França de 2012
La 5a etapa del Tour de França de 2012 es disputà el dijous 5 de juliol de 2012 sobre un recorregut de 196,5 km entre les viles de Rouen i Saint-Quentin.
La victòria, per segon dia consecutiu, fou per a André Greipel (Lotto-Belisol), que s'imposà a l'esprint a Matthew Goss (Orica-GreenEDGE) i Juan José Haedo (Team Saxo-Tinkoff). No es produí cap canvi en les classificacions, però Peter Sagan veié com se li reduïa considerablement la diferència en el lideratge del mallot verd en veure's implicat en una caiguda a manca de poc menys de 3 km.

## Perfil de l'etapa
Etapa totalment plana, sense cap dificultat muntanyosa puntuable, amb sortida a Rouen, vila d'arribada de l'etapa anterior, i arribada a Saint-Quentin. L'esprint intermedi es troba a Breteuil (km 109).

## Desenvolupament de l'etapa
Només sortir de Rouen, Mathieu Ladagnous (FDJ-BigMat) s'escapà del gran grup. En els següents quilòmetres tres ciclistes més s'afegiren a l'escapada: Pablo Urtasun (Euskaltel–Euskadi), Julien Simon (Saur-Sojasun) i Jan Ghyselinck (Cofidis). Ben aviat, al km 40, el quartet tenia 5' 30" sobre el gran grup.
En apropar-se a l'esprint de Breteuil la diferència s'havia reduït a tres minuts. Ladagnous fou el primer a passar-hi, mentre que en el gran grup fou Mark Cavendish (Team Sky) el primer, seguit de Matthew Goss (Orica-GreenEDGE) i Mark Renshaw (Rabobank ProTeam). Les diferències van situar-se al voltant dels tres minuts fins a manca de 40 km, quan a poc a poc van començar a disminuir, rere l'empenta dels equips dels esprintadors. A manca de 3 km els escapats encara mantenien 20 segons, mentre al gran grup es produïa una caiguda que afectava, entre d'altres, a Peter Sagan (Liquigas-Cannondale) i Tyler Farrar (Garmin-Sharp).
Ghyselinck atacà a manca de 1.100 metres, obrint un petit forat amb els seus companys, però en els darrers metres, lleugerament ascendents, Urtasun i Ladagnous el superaren. Urtasun fou el darrer a ser capturat, quan sols quedaven 200 metres per l'arribada i els esprintadors ja havien llançat l'esprint. André Greipel (Lotto-Belisol) fou el més ràpid, per segon dia consecutiu, per davant de Matthew Goss (Orica-GreenEDGE) i Juan José Haedo (Team Saxo-Tinkoff). Fabian Cancellara (RadioShack-Nissan) conservà el mallot groc, el 27è de la seva carrera, establint un nou rècord per a un ciclista que no ha guanyat cap edició del Tour, superant el francès René Vietto.

## Esprints
| Primer  | Matthieu Ladagnous (FRA)   | 20 pts |
| Segon   | Pablo Urtasun (ESP)        | 17 pts |
| Tercer  | Julien Simon (FRA)         | 15 pts |
| Quart   | Jan Ghyselinck (BEL)       | 13 pts |
| Cinquè  | Mark Cavendish (GBR)       | 11 pts |
| Sisè    | Matthew Goss (AUS)         | 10 pts |
| Setè    | Mark Renshaw (AUS)         | 9 pts  |
| Vuitè   | Peter Sagan (SVK)          | 8 pts  |
| Novè    | Edvald Boasson Hagen (NOR) | 7 pts  |
| Desè    | Kenny van Hummel (NED)     | 6 pts  |
| Onzè    | Iauhèn Hutaròvitx (BLR)    | 5 pts  |
| Dotzè   | Alessandro Petacchi (ITA)  | 4 pts  |
| Tretzè  | Patrick Gretsch (GER)      | 3 pts  |
| Catorzè | Daryl Impey (RSA)          | 2 pts  |
| Quinzè  | Yuriy Krivtsov (FRA)       | 1 pt   |

| Primer  | André Greipel (GER)       | 45 pts |
| Segon   | Matthew Goss (AUS)        | 35 pts |
| Tercer  | Juan José Haedo (ARG)     | 30 pts |
| Quart   | Samuel Dumoulin (FRA)     | 26 pts |
| Cinquè  | Mark Cavendish (GBR)      | 22 pts |
| Sisè    | Tom Veelers (NED)         | 20 pts |
| Setè    | Óscar Freire (ESP)        | 18 pts |
| Vuitè   | Alessandro Petacchi (ITA) | 16 pts |
| Novè    | Sébastien Hinault (FRA)   | 14 pts |
| Desè    | Yohann Gène (FRA)         | 12 pts |
| Onzè    | Bauke Mollema (NED)       | 10 pts |
| Dotzè   | Matthieu Ladagnous (FRA)  | 8 pts  |
| Tretzè  | Borut Božič (SVK)         | 6 pts  |
| Catorzè | Kenny van Hummel (NED)    | 4 pts  |
| Quinzè  | Egoi Martínez (ESP)       | 2 pts  |

## Classificació de l'etapa
|    | Rider                     | Team              | Time       |
| -- | ------------------------- | ----------------- | ---------- |
| 1  | André Greipel (GER)       | Lotto-Belisol     | 4h 41' 30" |
| 2  | Matthew Goss (AUS)        | Orica-GreenEDGE   | m. t.      |
| 3  | Juan José Haedo (ARG)     | Team Saxo-Tinkoff | m. t.      |
| 4  | Samuel Dumoulin (FRA)     | Cofidis           | m. t.      |
| 5  | Mark Cavendish (GBR)      | Team Sky          | m. t.      |
| 6  | Tom Veelers (NED)         | Argos-Shimano     | m. t.      |
| 7  | Óscar Freire (ESP)        | Team Katusha      | m. t.      |
| 8  | Alessandro Petacchi (ITA) | Lampre-ISD        | m. t.      |
| 9  | Sébastien Hinault (FRA)   | AG2R La Mondiale  | m. t.      |
| 10 | Yohann Gène (FRA)         | Team Europcar     | m. t.      |

## Classificació general
|    | Ciclista                   | Equip                   | Temps       |
| -- | -------------------------- | ----------------------- | ----------- |
| 1  | Fabian Cancellara (SUI)    | RadioShack-Nissan       | 24h 45' 32" |
| 2  | Bradley Wiggins (GBR)      | Team Sky                | + 7"        |
| 3  | Sylvain Chavanel (FRA)     | Omega Pharma-Quick Step | + 7"        |
| 4  | Tejay van Garderen (USA)   | BMC Racing Team         | + 10"       |
| 5  | Edvald Boasson Hagen (NOR) | Team Sky                | + 11"       |
| 6  | Denís Ménxov (RUS)         | Team Katusha            | + 13"       |
| 7  | Cadel Evans (AUS)          | BMC Racing Team         | + 17"       |
| 8  | Vincenzo Nibali (ITA)      | Liquigas-Cannondale     | + 18"       |
| 9  | Ryder Hesjedal (CAN)       | Garmin-Sharp            | + 18"       |
| 10 | Andreas Klöden (GER)       | RadioShack-Nissan       | + 19"       |

## Classificacions annexes
|    | Ciclista                  | Equip               | Punts   |
| -- | ------------------------- | ------------------- | ------- |
| 1r | Peter Sagan (SVK)         | Liquigas-Cannondale | 155 pts |
| 2n | Matthew Harley Goss (AUS) | Orica-GreenEDGE     | 137 pts |
| 3r | André Greipel (GER)       | Lotto-Belisol       | 132 pts |

|    | Ciclista             | Equip               | Punts |
| -- | -------------------- | ------------------- | ----- |
| 1r | Michael Mørkøv (DEN) | Team Saxo-Tinkoff   | 9 pts |
| 2n | Ivan Basso (ITA)     | Liquigas-Cannondale | 2 pts |
| 3r | Peter Sagan (SVK)    | Liquigas-Cannondale | 2 pts |

|    | Ciclista                   | Equip           | Temps       |
| -- | -------------------------- | --------------- | ----------- |
| 1r | Tejay van Garderen (USA)   | BMC Racing Team | 24h 45' 42" |
| 2n | Edvald Boasson Hagen (NOR) | Team Sky        | + 1"        |
| 3r | Rein Taaramae (EST)        | Cofidis         | + 12"       |

|    | Equip             | Temps       |
| -- | ----------------- | ----------- |
| 1r | Team Sky          | 74h 14' 10" |
| 2n | RadioShack-Nissan | + 04        |
| 3r | BMC Racing Team   | + 06        |

## Abandonaments
- Marcel Kittel (GER) (Argos-Shimano): abandona per una gastroenteritis[3]